# 野洲市
野洲市（日语：／ Yasu shi */?）是位於日本滋賀縣南部的城市，北側與琵琶湖接臨，轄區主要位於野洲川流入琵琶湖的河口北側。

## 人口
| 野洲市人口分布圖 |                                               |  |
| 野洲市與日本全國年齡別人口分布比較圖 （2005年資料） | 野洲市的年齡、男女別人口分布圖 （2005年資料） |  |
| ■紫色是野洲市 ■綠色是全国 | ■藍色是男性 ■紅色是女性                       |  |
| 野洲市人口變化 \| 1970年 \| 26,938人 \| \| \| 1975年 \| 32,513人 \| \| \| 1980年 \| 38,144人 \| \| \| 1985年 \| 42,478人 \| \| \| 1990年 \| 43,671人 \| \| \| 1995年 \| 45,865人 \| \| \| 2000年 \| 48,326人 \| \| \| 2005年 \| 49,486人 \| \| \| 2010年 \| 49,955人 \| \| \| 2015年 \| 49,889人 \| \| \| 2020年 \| 50,513人 \| \| |                                               |  |
| 資料來源：日本總務省統計中心提供之人口普查數據 |                                               |  |
| 1970年 | 26,938人                                      |  |
| 1975年 | 32,513人                                      |  |
| 1980年 | 38,144人                                      |  |
| 1985年 | 42,478人                                      |  |
| 1990年 | 43,671人                                      |  |
| 1995年 | 45,865人                                      |  |
| 2000年 | 48,326人                                      |  |
| 2005年 | 49,486人                                      |  |
| 2010年 | 49,955人                                      |  |
| 2015年 | 49,889人                                      |  |
| 2020年 | 50,513人                                      |  |

## 歷史
現在的野洲市轄區過去在令制國時代屬於近江國野洲郡；13世紀後成為六角氏的控制範圍。
17世紀江戶時代後，此區域被分割為眾多領地，包括幕府、仙台藩、淀藩、大溝藩、山上藩、川越藩、伯太藩、仁正寺藩、近江宮川藩、狹山藩、三上藩、旗本都有領地位於此，其中包括今川義元之子今川氏真在德川家康統一日本後，也在此獲得長島村的領地，其子孫後來也成為幕府的旗本繼續領有此地。
19世紀末明治維新後，原先的幕府直屬領及旗本領先後改隸屬大津裁判所及大津縣，其他原本屬於各藩的區域則在1871年實施廢藩置縣後，改隸屬淀縣、西大路縣、川越縣、吉見縣、伯太縣、宮川縣、山上縣；不過在僅四個月之後的府縣整併中，郡內全數區域都被併入大津縣，而大津縣又在一個月後更名為滋賀縣。
1889年日本實施町村制，現在的野洲市轄區在當時分屬野洲村、中洲村、兵主村、中里村、篠原村、義王村、三上村共七個行政區劃；野洲村先在1911年升格為野洲町，1940年與三上村合併，1955年又與篠原村、祇王村（原義王村更名而成）合併，同時中里村、兵主村也在1955年合併為中主町，接著又併入中洲村的部分區域。
2004年，野洲町和中主町合併為現在的野洲市。

### 變遷表
| 1889年4月1日 | 1889年 - 1912年             | 1912年 - 1944年            | 1945年 - 1954年            | 1955年 - 1989年           | 1955年 - 1989年           | 1989年 - 現在              | 現在                       |
| ------------ | --------------------------- | -------------------------- | -------------------------- | ------------------------- | ------------------------- | -------------------------- | -------------------------- |
| 中洲村       | 中洲村                      | 中洲村                     | 中洲村                     | 1957年3月1日 併入守山町   | 1970年7月1日 改制為守山市 | 1970年7月1日 改制為守山市  | 1970年7月1日 改制為守山市  |
| 中洲村       | 中洲村                      | 中洲村                     | 中洲村                     | 1957年3月1日 併入中主町   | 中主町                    | 2004年10月1日 合併為野洲市 | 2004年10月1日 合併為野洲市 |
| 兵主村       | 兵主村                      | 兵主村                     | 兵主村                     | 1955年4月1日 合併為中主町 | 中主町                    | 2004年10月1日 合併為野洲市 | 2004年10月1日 合併為野洲市 |
| 中里村       |                             |                            |                            | 1955年4月1日 合併為中主町 | 中主町                    | 2004年10月1日 合併為野洲市 | 2004年10月1日 合併為野洲市 |
| 野洲村       | 1911年10月17日 改制為野洲町 | 1942年5月20日 合併為野洲町 | 1942年5月20日 合併為野洲町 | 1955年4月1日 合併為野洲町 | 1955年4月1日 合併為野洲町 | 2004年10月1日 合併為野洲市 | 2004年10月1日 合併為野洲市 |
| 三上村       |                             | 1942年5月20日 合併為野洲町 | 1942年5月20日 合併為野洲町 | 1955年4月1日 合併為野洲町 | 1955年4月1日 合併為野洲町 | 2004年10月1日 合併為野洲市 | 2004年10月1日 合併為野洲市 |
| 篠原村       |                             |                            |                            | 1955年4月1日 合併為野洲町 | 1955年4月1日 合併為野洲町 | 2004年10月1日 合併為野洲市 | 2004年10月1日 合併為野洲市 |
| 義王村       | 1894年8月22日 更名為祇王村  | 1894年8月22日 更名為祇王村 | 1894年8月22日 更名為祇王村 | 1955年4月1日 合併為野洲町 | 1955年4月1日 合併為野洲町 | 2004年10月1日 合併為野洲市 | 2004年10月1日 合併為野洲市 |

## 交通

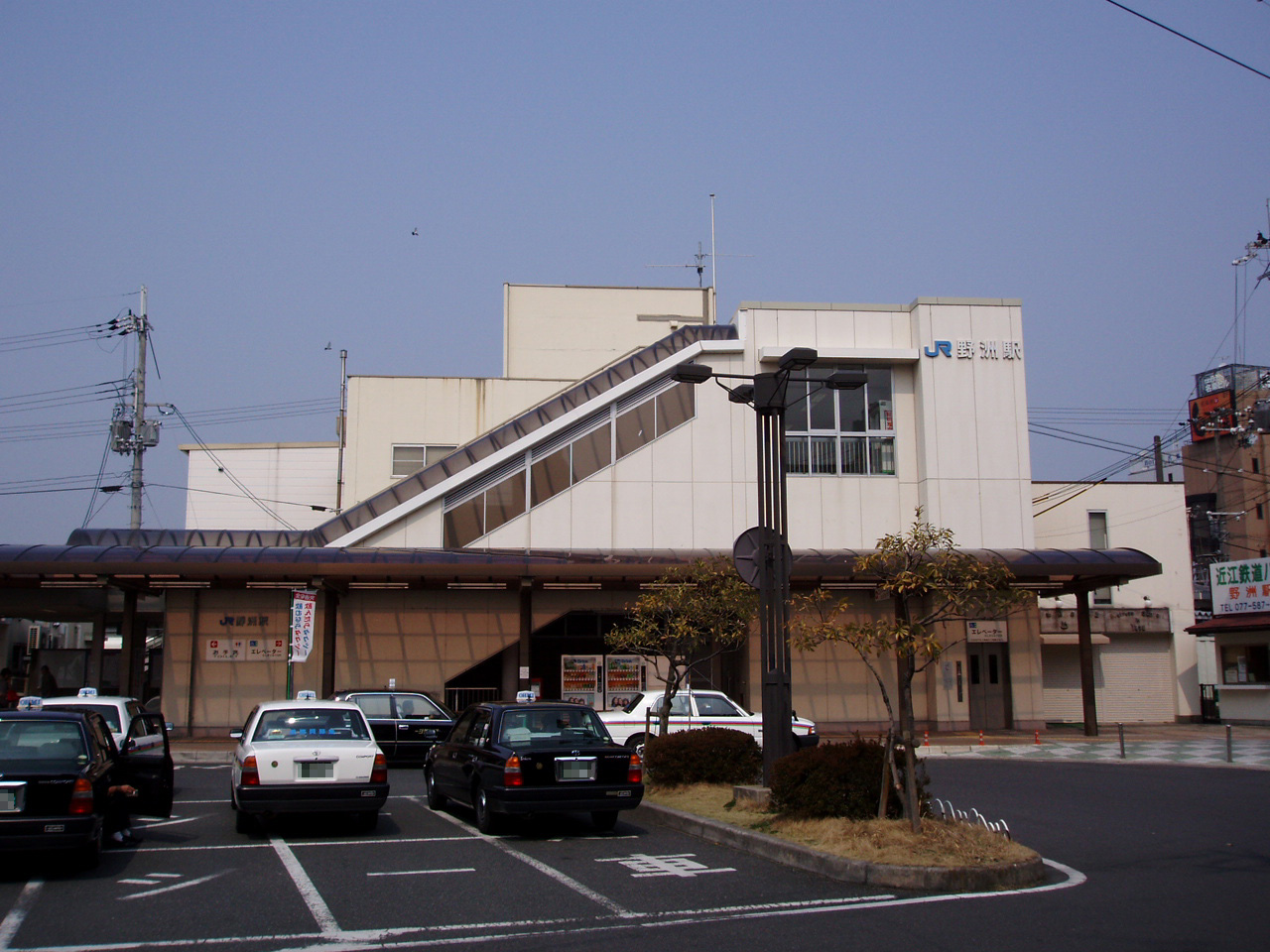
野洲車站南口

西日本旅客鐵道東海道本線自轄區南部通過，並設有野洲車站，市區內的客運路線則由近江鐵道巴士和滋賀交通兩家業者所經營。

### 鐵路
- 西日本旅客鐵道
  - 東海道本線（琵琶湖線）：（←近江八幡市） - 野洲車站 - （守山市→）

## 觀光資源

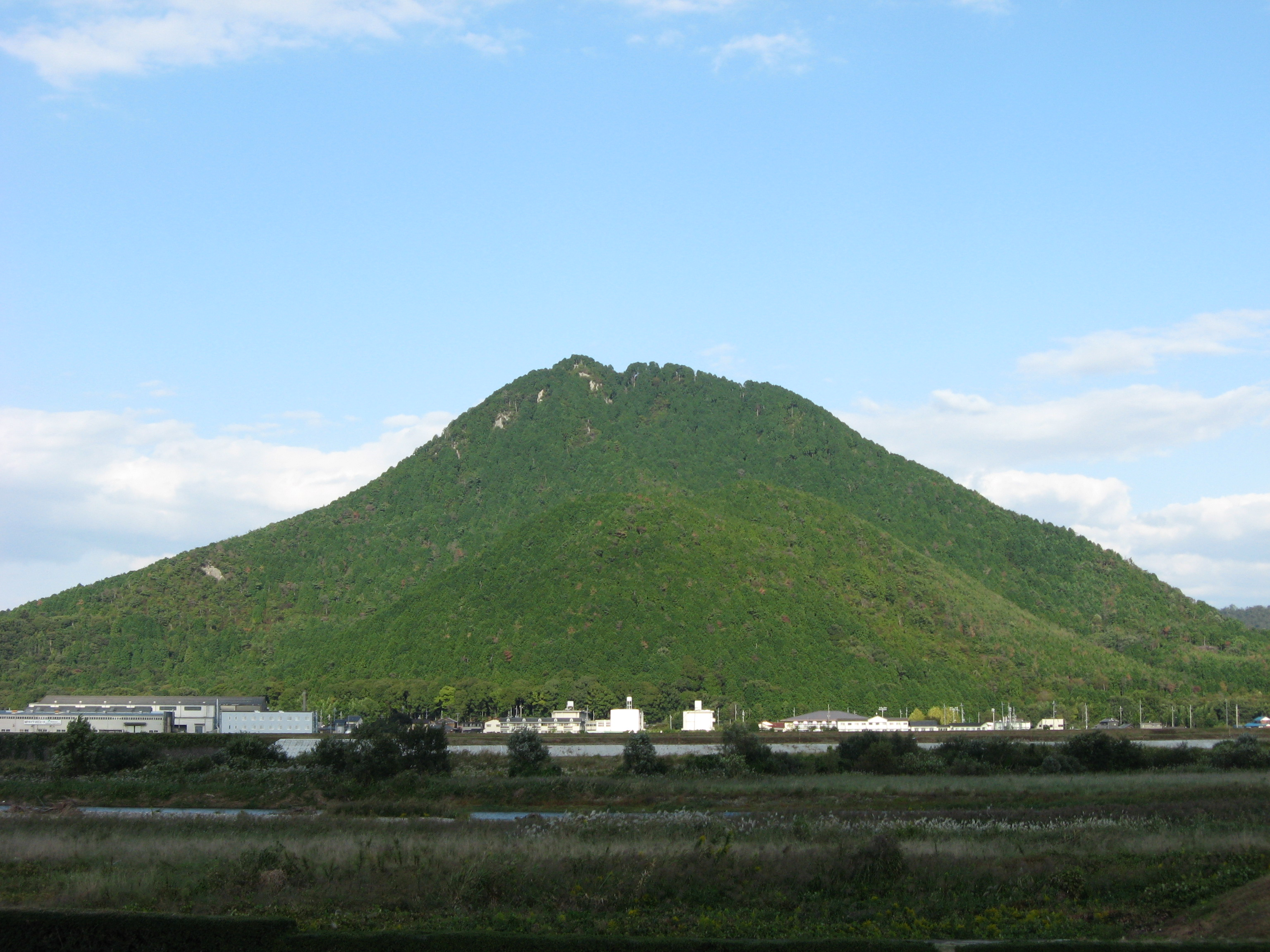
三上山

位於轄區南部的三上山又被稱為「近江富士」，周邊區域設有近江富士花綠公園和滋賀縣希望丘文化公園，佔地面積超過400公頃，為市內最主要的休憩綠地。

## 教育

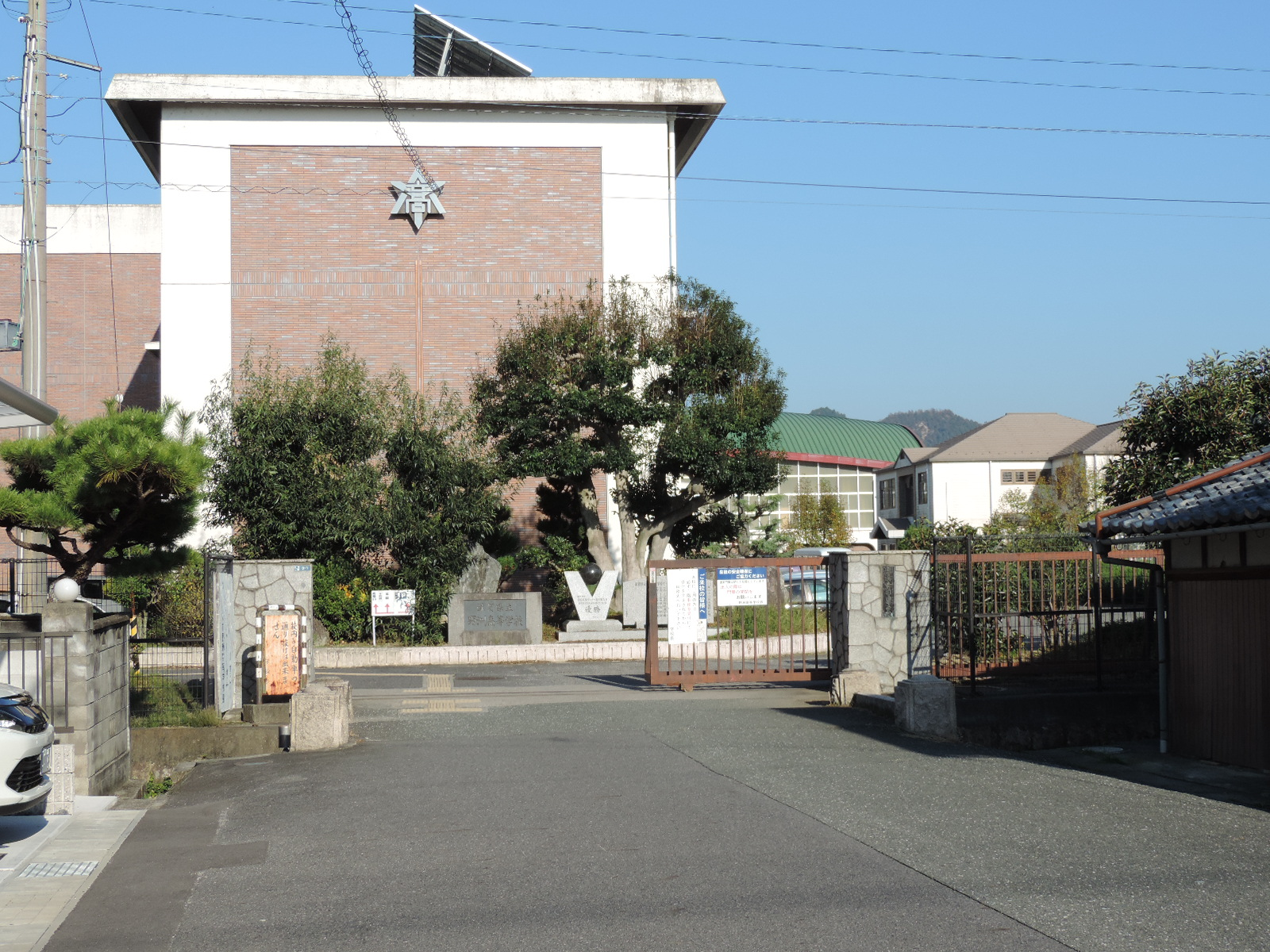
滋賀縣立野洲高等學校

市內唯一的高中為滋賀縣立野洲高等學校，過去除了普通科也曾有農業科，不過在1981年與滋賀縣立草津高等學校的農業科整併為新設立的滋賀縣立湖南農業高等學校。該校的足球部是全國高等學校足球錦標賽的常客，並曾在2006年取得全國優勝，也因此也多位職業足球選手為該校校友。

## 姊妹、友好城市

### 海外
- 克林頓鎮區（美國密西根州）
兩地於1993年締結為姊妹都市。

## 外部連結
- （日語） 野洲市觀光指引 （页面存档备份，存于）